# Malefiz (Spiel)
Malefiz ist ein weit verbreitetes Brettspiel von Ravensburger, das 1959 von Werner Schöppner erfunden wurde. Es ist ein Abkömmling des Spiels Pachisi. Der kreuzförmige Spielplan der Vorlage ist verschwunden. Die Regeln zum Schlagen der Figuren sind geblieben und wurden stark herausgehoben. Blockaden werden nicht mehr mit zwei Spielfiguren gebildet, sondern sind eigene Spielsteine.

## Spielprinzip
Zwei bis vier (auf speziellen Spielplänen auch bis zu sechs) Spieler versuchen, mit ihren fünf Spielfiguren von ihren Startpositionen unten auf dem Brett bis nach oben auf den Zielpunkt zu gelangen. Die gewürfelte Zahl bestimmt, wie viele Felder eine Spielfigur nach vorne gesetzt werden darf. Die Spieler versuchen, ihre Mitspieler zu behindern, indem sie sie auf den Ausgangspunkt zurückwerfen oder ihnen weiße Blockiersteine in den Weg legen. Um einen Blockierstein oder eine gegnerische Spielfigur zu schlagen, muss ein Spieler eine exakt passende Augenzahl würfeln. Daher kann es sein, dass ein Spieler über mehrere Runden hinweg keine seiner blockierten Spielfiguren bewegen kann.
Das Spielmaterial besteht in der Standardversion aus
- einem Spielbrett
- jeweils 5 Spielfiguren in vier Farben
- einem Würfel und
- 11 Barrikadesteinen.

## Spielweise
Das Spielbrett wird in die Tischmitte platziert und jeder Mitspieler bekommt fünf Spielfiguren einer Farbe. Die Figuren müssen dann auf die farblich passenden Spielfelder gestellt werden. Hat ein Spieler z. B. fünf rote Spielfiguren, muss er diese auf die roten Spielfelder stellen. Die weißen, runden Sperrsteine werden auf die „Lauffelder“ (die rot markierten Spielfelder) gestellt.
Nun darf jeder Spieler einmal würfeln und wer die höchste Zahl gewürfelt hat, wird Startspieler. Haben mehrere Spieler die gleiche Augenzahl gewürfelt, würfeln sie nochmal, bis der Startspieler feststeht. Die Figuren beginnen alle auf dem ersten schwarzen Spielfeld, das vor dem jeweiligen bunten Ausgangsfeld liegt, die bunten Ausgangsfelder werden beim Hinausziehen nicht mitgezählt.
Nachdem ein Spieler gewürfelt hat, muss dieser die volle Punktzahl mit seiner Spielfigur rücken. Die Spielfiguren können vorwärts, rückwärts und seitlich gerückt werden. Innerhalb eines Zuges darf die Figur nicht vor und dann gleich wieder rückwärts rücken. Alle Spielfiguren dürfen übersprungen werden, das gilt für fremde wie für die eigenen Figuren; das übersprungene Feld wird immer mitgezählt. Nach einer gewürfelten 6 wird nicht noch einmal gewürfelt. Der Spieler darf alle seine Spielfiguren nach und nach ins Spiel bringen, im Gegensatz zum Beginn bei Mensch ärgere dich nicht muss er es aber nicht.
Die Sperrsteine (Barrikaden) sind für den Spielverlauf von taktischer und strategischer Bedeutung, da sie nicht übersprungen werden können. Trifft der Spieler mit einem Zug genau auf ein Spielfeld mit Barrikade, darf er den Sperrstein nehmen und auf ein anderes, beliebiges Spielfeld – außer den Feldern in der untersten Reihe – legen. Der Spielwitz besteht zu einem großen Teil darin, mit Sperrsteinen gegnerischen Spielfiguren den Weg zu erschweren oder sich selbst zu schützen.
Jedes Spielfeld darf nur von einer Spielfigur besetzt sein. Kommt ein Spieler mit seiner Figur auf ein belegtes Feld, darf er die andere Figur auf deren jeweiliges Ausgangsfeld zurücksetzen. Von dort aus darf die Spielfigur wieder von Neuem ins Spiel eingebracht werden.
Der Spieler, der es als Erster schafft, eine seiner fünf Spielfiguren mit direktem Wurf ins Zielfeld zu bringen, gewinnt das Spiel.

## Geschichte

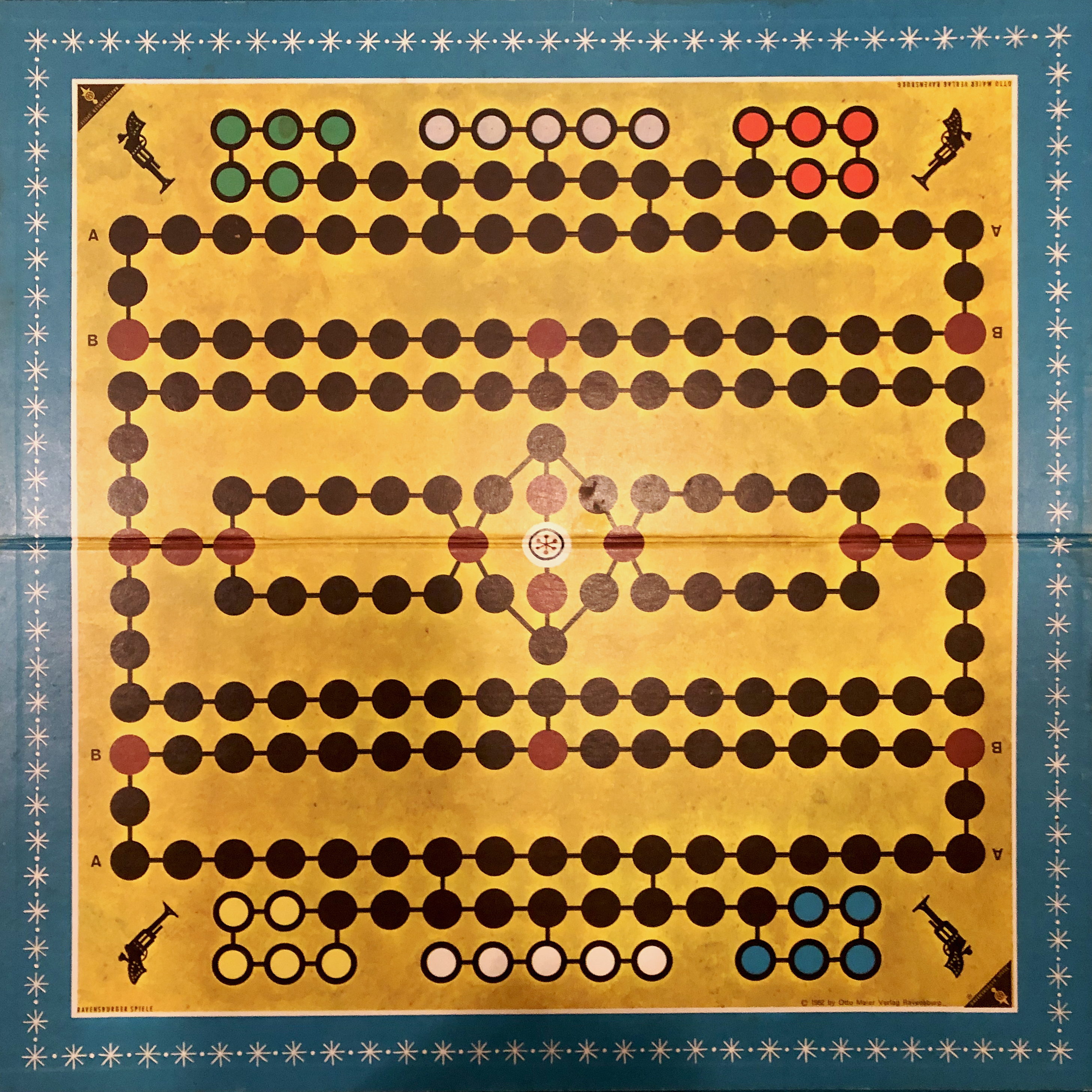
Malefiz für sechs Personen (1962)

### Entwicklung
Das Spiel wurde von Werner Schöppner, einem damals 26 Jahre alten Angestellten einer Großbäckerei und späteren Systemanalytiker, entwickelt und 1959 drei verschiedenen Spieleverlagen angeboten. Der Otto Maier Verlag Ravensburg antwortete als einziger positiv und schlug Schöppner vor, ein Spielbrett als Muster einzuschicken. Bereits wenige Tage später bekundete Karl Maier, Sohn des Geschäftsführers Otto Julius Maier, Interesse an dem Spiel. Der Name des Spiels, das nach den Angaben des Erfinders den Namen Räume und Warte oder Sperrenknacker oder auch Die roten Stopper tragen sollte, wurde von Karl Maier in Malefiz abgeändert. Der Name soll auf einen Ausruf seiner Ehefrau bei einem Probespiel „Du bist doch ein echter Malefiz!“ zurückgehen.

### Veröffentlichung und internationaler Erfolg
Unter dem damaligen Verlagsleiter Erwin Glonnegger wurde das Spiel dann erstmals 1960 in einer Gestaltung des niederländischen Grafikers Alfons van Heusden veröffentlicht. Bei der Spielwarenmesse 1960 wurden 830 Exemplare des Spiels verkauft, im Ausgabejahr verkauften sich im deutschsprachigen Markt etwa 8000 Exemplare und in den Folgejahren konnte der Erfolg weiter gesteigert werden (1961: 12.000, 1962: 17.000). 1965 wurden bereits 35.000 Spiele verkauft und 1970 waren es 175.000. Unter den zahlreichen Neuauflagen gab es auch Gestaltungsvarianten, z. B. als Werbespiel Kistomania für eine Getränkefirma oder mit aufwändigem Holzbrett.
Unter dem Namen Barricade (benannt nach den Sperrsteinen, die für den Spielverlauf entscheidend sind) wurde das Spiel auch in andere Länder exportiert, in den Vereinigten Staaten wurde es als Obstruction bekannt. Zeitweise waren Abwandlungen erhältlich, die mehr Spieler zuließen. Bis 1982 wurden international etwa dreieinhalb Millionen Exemplare des Spiels verkauft, davon allein in Deutschland 2,3 Millionen, bis 2011 sind nach Verlagsangaben über fünf Millionen Exemplare verkauft worden.

### Kritik an der Gestaltung
Ein Grund für die Beliebtheit von Malefiz war sein über die Jahrzehnte hinweg nahezu unverändertes Design, das schnell zum Markenzeichen wurde. Im Original des Ravensburger-Verlags entsprechen die vier Spielparteien den vier Figuren auf der Spieleschachtel: Rot ist ein Revolverheld, Grün eine Dame mit Cocktailkleid, Gelb ein Mädchen mit Haarschleife, Blau ein alter Mann mit grauem Bart. Dieses Design von van Heusden war bei der Vorstellung des Spiels auf der Spielwarenmesse 1960 in Nürnberg umstritten; der Verlag hatte das „Malefizische“ und damit Draufgängerische in Form eines grimmig dreinblickenden Revolverhelden dargestellt und dessen Begleiterin ein großzügiges Dekolleté gegeben, zum Ausgleich ergänzte er die Spielergruppe auf der Schachtel durch den netten Großvater und dessen Enkelin. Aus Zeitnot konnte das umstrittene Cover nicht mehr geändert werden, was sich als Glücksfall für den Erfolg des Spiels herausstellte. Nach der Auslieferung im Sommer 1960 kam es auch in der Öffentlichkeit zu Kritikäußerungen am Design, vor allem in Norddeutschland gab es teilweise Proteste gegen die Coverabbildung.

### Kopien und neuere Entwicklungen
Malefiz wurde schnell zum modernen Klassiker und aufgrund des Erfolgs auch mehrfach kopiert. Im Großen Buch der Brettspiele erwähnte der Autor Richard C. Bell ein Spiel mit dem Titel Goldrausch, das angeblich bereits gegen Ende des 19. Jahrhunderts erschienen war, sich bei einer Nachprüfung jedoch als Abkömmling von Malefiz erwies. Loriot entwickelte ein Spiel mit dem Titel Der Weg zum Erfolg, das bei ASS erschien und bei dem die Barrikadensteine durch Beamtenfiguren ersetzt wurden. Der Verlag F.X. Schmid veröffentlichte mit Diablo einen weiteren Malefiz-Klon, der allerdings keinen Erfolg hatte. Herbert Pinthus von Carlit-Ravensburger Zürich entwickelte in Absprache mit dem Otto-Maier-Verlag eine Variante unter dem Titel Barrikade für die Schweiz, bei der Goldsucher als Gruppen unterwegs sind. Auch das dreidimensionale Spiel Baubylon von Reinhold Wittig von 1982 ist ein kreativ veränderter Abkömmling des Malefiz-Spieles.
Aktuell vertreibt Ravensburger Malefiz zusätzlich in einer Variante für „schnelle Spielrunden“ als Spongebob Malefizspiel. Malefiz ist seit 2004 auch als PC-Computerspiel umgesetzt verfügbar und seit 2007 als Multiplayer-Online-Spiel.

## Name
Der Name leitet sich scherzhaft über den veralteten Begriff Malefiz von lateinisch maleficus (boshaft, übel handelnd, gottlos) bzw. lateinisch maleficium (Frevel, Verbrechen, wörtlich: schlechte Tat) ab.